# Медвянець рудоволий
Медвя́нець рудоволий (Melidectes torquatus) — вид горобцеподібних птахів родини медолюбових (Meliphagidae). Ендемік Нової Гвінеї.

## Підвиди
Виділяють чотири підвиди:
- M. t. torquatus Sclater, PL, 1874 — від північного заходу до центру Нової Гвінеї (від півострова Чендравасіх до гір Віктора-Еммануеля);
- M. t. polyphonus Mayr, 1931 — схід Нової Гвінеї (від гір Бісмарка до гір Херцога[en]);
- M. t. cahni Mertens, 1923 — півострів Гуон;
- M. t. emilii Meyer, AB, 1886 — південний схід Нової Гвінеї.

## Поширення і екологія
Рудоволі медвянці живуть у вологих гірських тропічних лісах, на полях, в парках і садах.